# 互动电视
互動電視是一種建立在數位電視播放平台，具備觀眾和播放平台雙向交流功能，是新型的電視傳輸方式，也常称为机顶盒电视、网络电视等。這種傳輸方式允許使用者透過手中的遙控器與電視的機上盒，以遙控器選擇播放系統發送的頻道來選擇電視節目；或者以電話和有線網路作為資訊的迴路，向播放平台傳送個人意願，此方式也可以達到選擇節目頻道的目的；也可以透過電話，簡訊的方式將觀眾的訴求傳送到節目的播放平台。透過這兩種方式，觀眾可以得到自己所希望的資訊甚至以個人意願來影響或改變正在播出的節目內容。目前國外逐漸流行，利用觀眾現成的手持裝置智能手機做為「第二螢幕」（second screen），做為觀眾傳送個人意願及意見回饋的平台，以突破機上盒遲遲無法普及的限制。
互动电视随着技术和内容创作理念的发展变更，将会产生出两种典型的节目样式：
- 一种是目前广泛采用的，以信息提供为主的样式。比如：了解更多的有关节目或新闻的背景，节目点播、电视购物、选择镜头角度、天气预报、节目点播等简单的互动内容，这是传统电视节目与图文电视、以及互联网信息简单的结合,受众不能影响节目的走向；
- 第二种是以娱乐为主要目的，具备更多互动功能的互动电视节目形态。这种节目将会是一种开放式的结构，可以给予观众尽可能大的空间来参与和体验节目，强调观众的个人体验。在这种形态下，对节目走向起决定性影响的将会是受众本身，而不是电视导演 。